# Eurasimona
Eurasimona är ett släkte av tvåvingar. Eurasimona ingår i familjen borrflugor.
Släktet innehåller bara arten Eurasimona stigma.